# Pfarrkirche Schützen am Gebirge

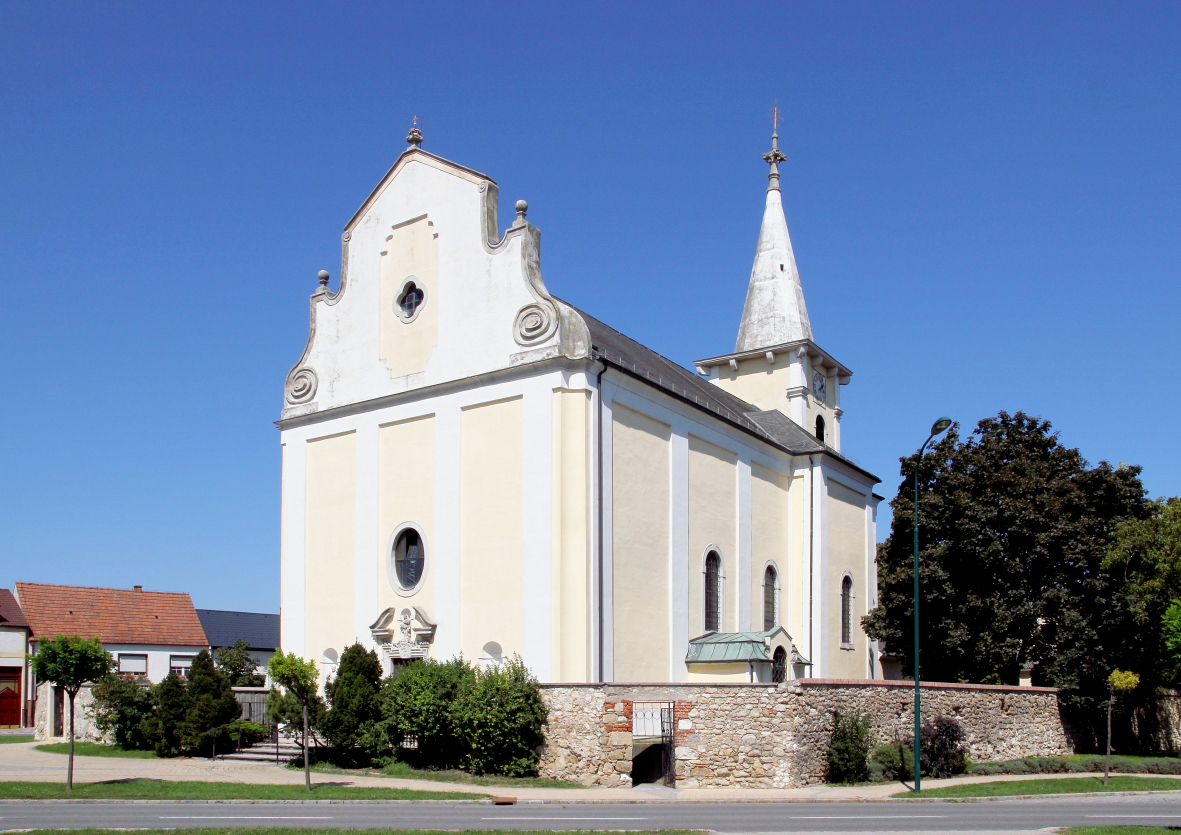
Kath. Pfarrkirche hl. Maria Magdalena in Schützen am Gebirge

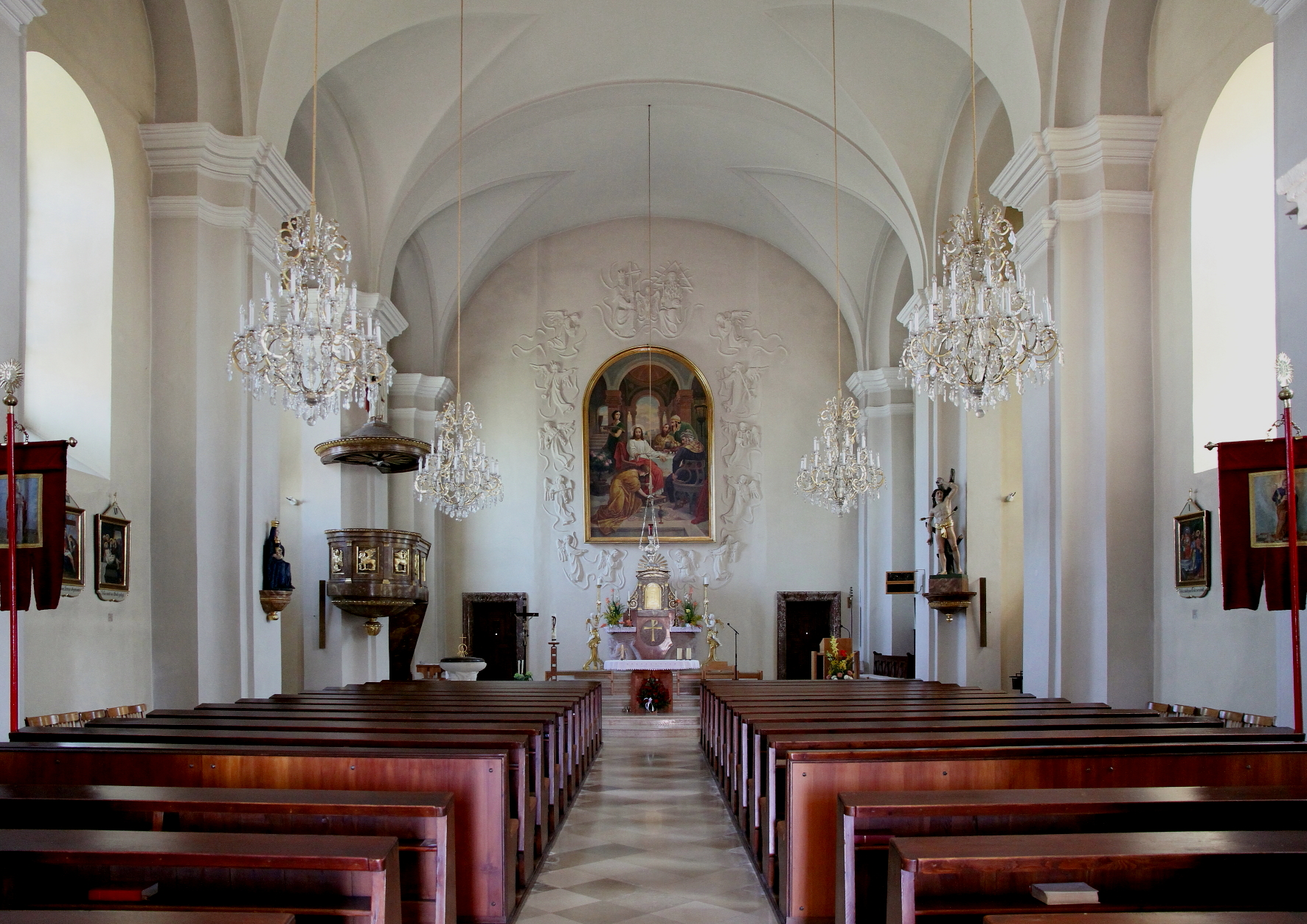
Im Langhaus zum Hochaltar

Die römisch-katholische Pfarrkirche Schützen am Gebirge steht am südöstlichen Ortseingang der Gemeinde Schützen am Gebirge im Bezirk Eisenstadt-Umgebung im Burgenland. Die auf die heilige Maria Magdalena geweihte Pfarrkirche gehört zum Dekanat Eisenstadt-Rust in der Diözese Eisenstadt. Die Kirche steht unter Denkmalschutz.

## Geschichte
Eine mittelalterliche Pfarre wurde 1527 urkundlich genannt, war später zeitweise evangelisch, und wurde 1638 wieder errichtet. Der mittelalterliche Kirchenbau wurde zwischen 1674 und 1680 renoviert und brannte 1683 im Türkenkrieg mit dem hölzernen Turm nieder. Um 1696 erfolgte ein Turmneubau aus Stein, die Kirche wurde 1720 neu erbaut. 1935 wurde die Kirche renoviert. Die Kirche wurde 1953, 1959/1960, 1966 und 1968 restauriert.

## Architektur
Der einheitliche barocke Kirchenbau mit einer westlichen Giebelfront hat einen zweigeschoßigen Ostturm mit einem steinernen Spitzhelm.

## Ausstattung
Der Hochaltar, 1959/1960 aufgestellt, zeigt über einer modernen Marmormensa das Altarbild Maria Magdalena zu Füßen Christi beim Gastmahl im Hause des Pharisäers. Die Ostwand zeigt ein modernes Stuckrelief Hl. Dreifaltigkeit und Engel.
Die Orgel aus dem Jahr 1792 mit 8 Registern wurde 1978 durch Helmut Allgäuer restauriert. Eine Glocke von Jakob Montell 1748 wurde 1920 von der Firma Seltenhofer umgegossen, mit der Bezeichnung Fusum 1748, Transfusum 1920.